# Molpadia roretzii
Molpadia roretzii is een zeekomkommer uit de familie Molpadiidae.
De wetenschappelijke naam van de soort werd in 1877 gepubliceerd door Emil von Marenzeller.

## Synoniemen
- Ankyroderma simile Théel, 1886
- Molpadia chinensis Chang, 1934